# Coelorachis
Coelorachis Brongn. é um género botânico pertencente à família Poaceae, subfamília Panicoideae, tribo Andropogoneae.
O gênero apresenta uma única espécie. Ocorre na África, Ásia, Australásia, América do Norte e América do Sul.

## Sinônimos
- Apogonia (Nutt.) E.Fourn.
- Cycloteria Stapf (SUI)

## Espécie
- Coelorachis rottboellioides (R. Br.) A. Camus